# Dendroplex kienerii
El trepatroncos de Zimmer (en Colombia) o trepador de Zimmer (en Perú) (Dendroplex kienerii) es una especie de ave paseriforme de la familia Furnariidae, subfamilia Dendrocolaptinae, una de las dos pertenecientes al género Dendroplex, antes incluida en Xiphorhynchus. Es nativa de la cuenca amazónica en Sudamérica.

## Distribución y hábitat
Se distribuye a lo largo del río Amazonas desde el extremo sureste de Colombia y noreste de Perú hacia el este en Brasil hasta la desembocadura del río Tapajós, también a distancias variables a montante de éste y de otros grandes afluentes (Solimões, Negro, Juruá, Purús, Madeira), al sur hasta el noroeste de Mato Grosso; posiblemente también a lo largo del río Napo hasta el noreste de Ecuador.
Esta especie es considerada poco común en su hábitat natural: los bosques de várzea y riparios, algunas veces en islas fluviales, hasta los 200 metros de altitud.

## Estado de conservación
El trepatrooncos de Zimmer ha sido calificado como casi amenazado por la Unión Internacional para la Conservación de la Naturaleza (IUCN) debido a que, con base en modelos de deforestación de la cuenca amazónica, se estima que su población, todavía no cuantificada, irá a decaer en 25 a 30% a lo largo de las próximas tres generaciomes.

## Descripción
Mide entre 21 y 24 cm de longitud y pesa entre 40 y 50 g. Se parece bastante con Dendroplex picus con quien ocurre junto en varios lugares; difiere por su pico que es más fino, la cola ligeramente más larga, y más estriado (menos punteado) en el pecho.

## Comportamiento
Se comporta de forma similar a Dendroplex picus: forrajea solo o en pareja, menos frecuentemente en el abierto que este y cerca del suelo o del agua. Sube trocos pequeños y a lo largo de ramas laterales; a menudo junto a bandadas mixtas.

### Vocalización
El canto es un trinado descendiente, parecido pero de tiempo más rápido y sin la subida final de su congénere D. picus.

## Sistemática

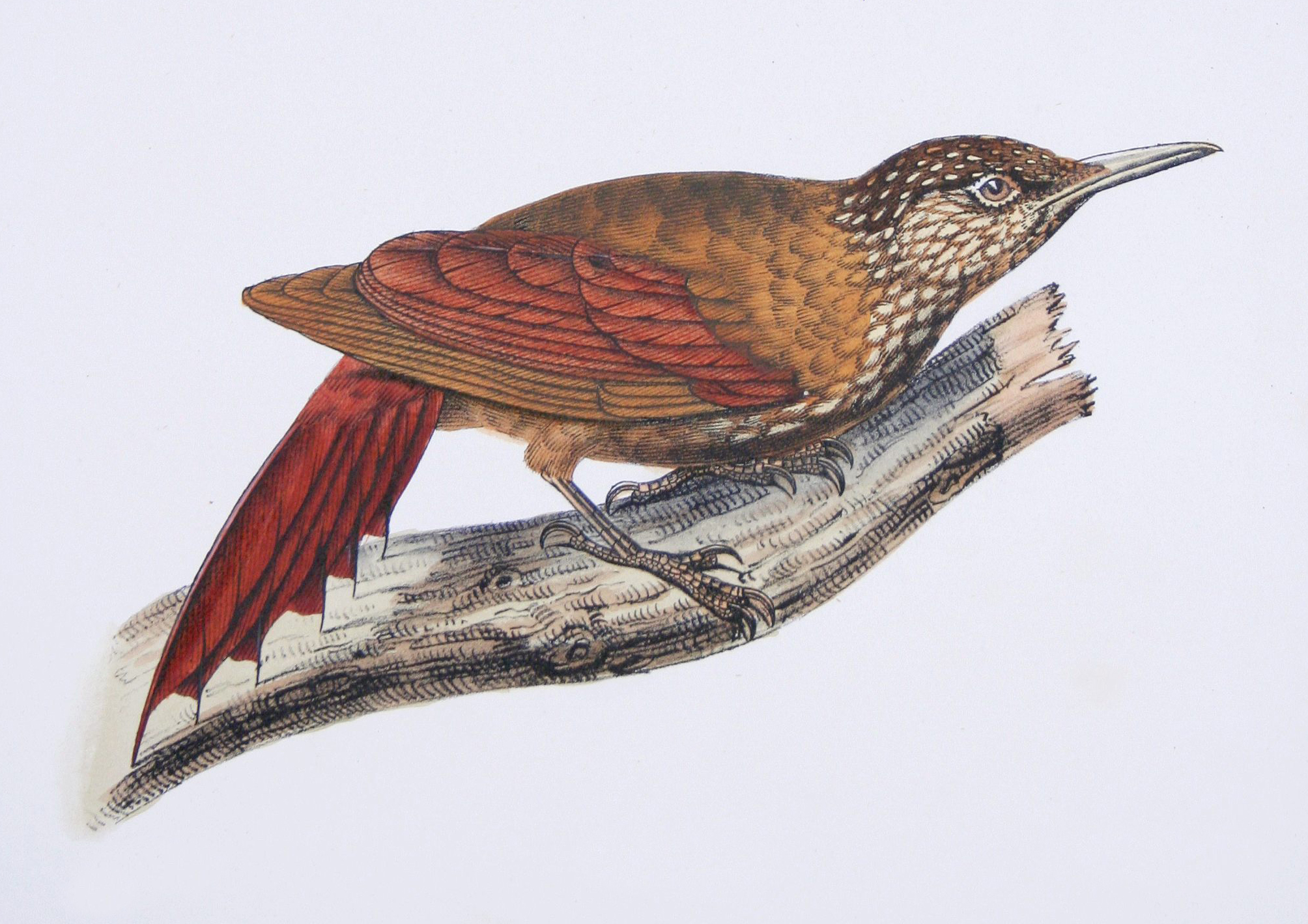
Dendrornis kienerii = Dendroplex kienerii, ilustración de Castelnau en Expédition dans les parties centrales de l'Amérique du Sud, de Rio de Janeiro à Lima et de Lima au Para, 1856.

### Descripción original
La especie D. kienerii fue descrita por primera vez por el ornitólogo francés Marc Athanase Parfait Œillet Des Murs en 1856 bajo el nombre científico Dendrornis kienerii; su localidad tipo es: «Ega = Tefé, Río Solimões, Amazonas, Brasil».

### Etimología
El nombre genérico masculino «Dendroplex» se compone de las palabras del griego « δενδρον dendron»: árbol, y «πλησσω plēssō»: golpear; significando «que golpea los árboles»; y el nombre de la especie «kienerii», conmemora al zoólogo francés Louis-Charles Kiener (1799-1881).

### Taxonomía
Esta especie estaba antes colocada en el género Xiphorhynchus, de donde fue separada con base en estudios genéticos que demostraron que no pertenecía al clado formado por el resto de las especies de Xiphorhynchus, respaldando observaciones anteriores en relación con las diferencias del pico y del cráneo, y se rescató el género Dendroplex para albergarlas. La separación fue aprobada en la Propuesta N° 316 al Comité de Clasificación de Sudamérica (SACC). Los amplios estudios filogenéticos posteriores corroboraron esta separación.
La distinción morfológica de Dendroplex es soportada por datos de análisis moleculares recientes, que sugieren que las especies del presente género son parientes distantes de sus antiguos congéneres y más próximas a Lepidocolaptes y Campylorhamphus. El tratamiento como especie plena, diferente de Dendroplex picus, es soportado por datos de vocalización, morfológicos, ecológicos y moleculares. El taxón Xiphorhynchus necopinus fue recientemente demostrado ser un sinónimo del presente, cuyo nombre tiene prioridad. Es monotípica.